# 斉藤雪乃のイチバンセン!
斉藤雪乃のイチバンセン!（さいとうゆきののイチバンセン!）は、アール・エフ・ラジオ日本で放送されていたラジオ番組。パーソナリティーは斉藤雪乃。放送時間は毎週月曜 24:00 - 24:30。2012年1月7日放送開始。2019年1月29日（28日深夜）放送終了。

## 概要
「鉄道をテーマにしたほのぼのとした番組」と謳っている。斉藤にとっては、初めての関東地区でのラジオレギュラー番組出演、かつ初めてのレギュラー鉄道番組出演でもある。番組進行は斉藤の単独トーク型である。

## 放送時間
製作局であるラジオ日本（アール・エフ・ラジオ日本）での放送曜日・時刻の変遷は以下の通り。
- 2012年1月7日 - 2012年3月31日（3カ月間）　土曜日 22:30〜22:55
- 2012年4月7日 - 2013年3月30日（1年間）　土曜日 24:00〜24:30
- 2013年4月7日 - 2016年9月25日（3年6カ月間）　日曜日 24:00〜24:30
- 2016年10月6日 - 2017年3月30日（6カ月間）　木曜日 28:00〜28:30（＝金曜日 早朝4:00〜4:30）
- 2017年4月6日 - 2017年9月28日（6カ月間）　木曜日 23:00〜23:30
- 2017年10月3日 - 2018年6月（9カ月間）　火曜日 23:30〜24:00
- 2018年7月 - 2019年1月　月曜日 24:00〜24:30

## ネット局

### 現在のネット局
| 放送対象地域 | 放送局名                 | 放送時間               | 放送期間        | 備考   |
| ------------ | ------------------------ | ---------------------- | --------------- | ------ |
| 神奈川県     | アール・エフ・ラジオ日本 | 毎週火曜 23:30 - 24:00 | 2012年1月7日 -  | 製作局 |
| 秋田県       | 秋田放送（ABS）          | 毎週日曜 20:00 - 20:30 | 2018年4月8日 -  |        |
| 山形県       | 山形放送（YBC）          | 毎週日曜 15:00 - 15:30 | 2013年10月6日 - |        |
| 山梨県       | 山梨放送（YBS）          | 毎週日曜 20:00 - 20:30 | 2013年1月5日 -  |        |
| 徳島県       | 四国放送（JRT）          | 毎週日曜 6:00 - 6:30   | 2015年10月4日 - |        |

### 過去のネット局
| 放送対象地域 | 放送局名        | 放送時間                                                                                             | 放送期間                     | 備考 |
| ------------ | --------------- | --- | ---------------------------- | ---- |
| 熊本県       | 熊本放送（RKK） | 毎週月曜 21:30 - 22:00 ( - 2017年9月25日 4日遅れ) ↓ 毎週火曜 20:50 - 21:20 (2017年10月3日 - 1週遅れ) | 2017年4月3日 - 2018年3月27日 |      |

## コーナー
- 「駅名調査隊」：リスナー投稿。難読駅名・駅名の由来・駅名に関するウンチク話を紹介する。
- 「○○線あるある」：リスナー投稿。その路線を利用するときに、よく起きる事象・パターンを紹介する。地元の路線以外でもいい。
- 「雪乃のICカードコレクション」：リスナー投稿。交通系ICカードの情報などを紹介する。
- 「雪乃のいただきます!」：斉藤雪乃が駅弁などをスタジオで試食する。
- 「雪乃の行ってみよー!」：毎月、関東地区内の鉄道路線に出かけて列車に乗り、沿線散策をする。ゲストとして鉄道会社社員（広報部・駅長など）が同行する場合もある。
- 「鉄道ニュース1422」：鉄道関連ニュースをアナウンサーが読み上げた後、内容について感想を述べる。『鉄道ダイヤ情報』（交通新聞社）の編集スタッフが参加し、詳しく内容を解説する場合もある。
  - 12年1月 - 都電荒川線
  - 2月 - ゆりかもめ
  - 3月 - みなとみらい線
  - 4月 - 新京成線
  - 5月 - 駅そば・うどん店（秋葉原・渋谷・明大前）
  - 6月 - 東京モノレール
  - 7月 - 京成金町線
  - 8月 - 鉄道名所（原信太郎鉄道模型博物館など）
  - 9月 - 流鉄
  - 10月 - 京王動物園線　
  - 13年1月 - 京王井の頭線
- 「コウツウ珍百景」：交通機関で見かけた珍しい広告・オブジェなどを紹介する。5月19日放送回より新設。
- 「E-1グランプリ」：駅のナンバー1を視聴者投票で決定する。8月25日放送回より新設。
- コーナー名は付いていないが、番組冒頭で、斉藤雪乃が身近な鉄道ニュース・旅行記について語る時間がある。
- コーナー名は付いていないが、1曲を流す時間がある。鉄道に関する曲やそうでない曲もある。

## その他
- 2012年6月30日には、京急ファインテックス久里浜事業所にて、公開収録・見学ツアーが実施された。